# Chuej-cung (Sung)
Chuej-cung (čínsky pchin-jinem Huīzōng, znaky 徽宗; 2. listopadu 1082 – 4. června 1135), vlastním jménem Čao Ťi (čínsky pchin-jinem Zhào Jí, znaky zjednodušené 赵佶, tradiční 趙佶), z dynastie Sung v letech 1100–1126 vládl čínské říši Sung. Nastoupil po svém bratru, císaři Če-cungovi.
Miloval umění, sám byl uznávaný malíř a kaligraf. Vojenství zanedbal a útoku džürčenské říše Ťin počínajícímu roku 1125 se nebyl schopen bránit. Začátkem roku 1126 abdikoval ve prospěch syna Čchin-cunga. Následující rok byl i se svým nástupcem zajat ťinskou armádou, která dobyla severní Čínu včetně hlavního města Kchaj-fengu, a odvlečen do Mandžuska. V zajetí žil jako markýz z Chun-te (昏德侯), po několika letech zemřel.

## Život
Císař Chuej-cung, kromě účasti v řízení země, při kterém favorizoval reformní frakci, byl kultivovaný vládce, který velkou část svého času věnoval umění. Pro svou potěchu vybudoval velké sbírky obrazů, kaligrafií a starožitností z předchozích čínských ér. Sám psal básně, byl znám jako vášnivý malíř, vytvořil svou vlastní kaligrafický styl, zajímal se o architekturu a zahradní design, a napsal pojednání o medicíně a taoismu. Obklopil se malíři a provedl reformu dvorní hudby. Stejně jako mnoho jiných učených mužů jeho doby, byl všestranně nadaný. Nicméně, jeho panování poznamenala neúspěšná zahraniční politika, která vyústila v katastrofu – ztrátu severní poloviny říše včetně hlavního města.

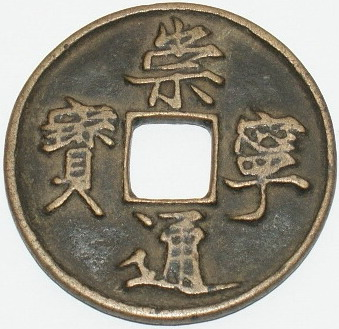
Čchung-ning tchung-pao, sungský měďák éry Čchung-ning (tj. z let 1102–1106). Nápis na minci je v Chuej-cungově „štíhlém zlatém stylu“.

Chuej-cung byl velký malíř, básník a kaligraf. Také hrál na citeru ku-čchin, v paláci zřídil Wan-čchin tchang (萬琴堂, Síň deseti tisíc citer). Vyvinul obrovské úsilí na vyhledávání uměleckých mistrů. V akademii Chan-lin vzniklo samostatné oddělení malířství Chan-lin chua-jüan (翰林画院), kde soustředil nejlepší malíře Číny i jejich díla.
Nejčastějším námětem Chuej-cungových obrazů byli „květiny a ptáci“, příkladem je Pětibarevný papoušek na kvetoucí meruňce. Jeho kopie Čang Süanova obrazu Dvorské dámy připravují nově utkané hedvábí je jedinou zachovanou kopií tohoto díla. V kaligrafii zavedl „štíhlý zlatý styl“ (瘦金體, šou-ťin-tchi). Pojmenování stylu je odvozeno od vzhledu písma, které připomíná zlaté vlákno, zkroucené a stočené. Chuej-cung byl také milovník čaje. Napsal Velké pojednání o čaji (大觀茶論, Ta-kuan čcha-lun), mistrný a podrobný popis čaje a čajového obřadu ve všech souvislostech.
Jako pravý umělec Chuej-cung zanedbával armádu, vojenská moc sungské Číny klesla a země byla vydána na milost a nemilost zahraničních nepřátel. Císař se roku 1106 pokusil prosadil svou autoritu symbolickým aktem, odlitím Devíti bronzových trojnožek, před staletími ztracených.

Holub na broskvové větvi, Chuej-cung

Roku 1115 se Džürčeni vzbouřili proti kitanské říši Liao a vyhlásili říše Ťin. Sungská vláda souhlasila se spojenectvím s ní, podle dohody měli Džürčeni zaútočit na Liao ze severu a Sungové z jihu. Sungská armáda byla neúspěšná, Džürčeni však rozdrtili Kitany a obsadili celé Liao. Tím však boje neskončily, Džürčeni viděli slabost říše Sung a vyhlásili ji válku. Začátkem roku 1126 jejich armáda překročila Žlutou řeku a přiblížila se na dohled sungského hlavního města Kchaj-fengu. Vystrašený Chuej-cung 18. ledna 1126 abdikoval ve prospěch svého syna, nyní císaře Čchin-cunga.
Překonání hradeb Kchaj-fengu byl pro ťinskou jízdu obtížný úkol, a to, spolu s prudkým odporem vedeným těmi úředníky, kteří neztratili nervy jako Chuej-cung, přimělo Džürčeny k přerušení obležení města a návratu na sever. Nicméně sungská vláda musela podepsat ponižující smlouvu, v níž souhlasila s výplatou velmi vysokého odškodnění a každoročním tributem v budoucnosti. Na úpadek sungské moci zareagovali i sousedé – Korea, dosud uznávající sungskou svrchovanost, se prohlásila vazalem říše Ťin.
Ale ani ponižující podmínky smlouvy sungskou říši nezachránily. Během několika měsíců se ťinské armády vrátily do Číny, tentokrát odhodlány překonat kchajfengské hradby. Po urputných bojích Džürčeni nakonec 9. ledna 1127 vstoupili do metropole, čímž začalo mnoho dní plenění, znásilňování a masakrů. Bývalý císař Chuej-cung a jeho syn, císař Čchin-cung, byli zajati i s celým dvorem a harémem a odvlečeni na sever, většinou do Šang-ťingu, hlavního města říše Ťin blízko dnešního Charbinu. Jednomu z Chuej-cungových synů se podařilo uniknout do jižní Číny, kde se prohlásil císařem (později obdržel chrámové jméno Kao-cung) a zorganizoval odpor proti Džürčenům.
Chuej-cung a Čchin-cung byli 20. března 1127 ťinskou vládou zbaveni hodností a titulů a degradováni do stavu prostých poddaných. Rozhodnutím z 10. května 1127 byl Chuej-cung deportován do severního Mandžuska, kde strávil posledních osm let svého života. V ponižující epizodě museli oba bývalí sungští císaři roku 1128 uctít předky ťinských panovníků v jejich svatyni v Šang-ťingu. Ťinský císař jim toho roku urážlivě udělil nízké tituly, Chuej-cungovi markýze Chun-te (昏德侯, doslova „markýz zmatené ctnosti“) a Čchin-cungovi markýze Čung-chun (重昏侯, „těžce zmatený markýz“).
Roku 1137 ťinská vláda oficiálně uvědomila panovníka říše (Jižní) Sung o smrti Chuej-cunga. Bývalý císař, dříve nejmocnější vládce na zemi žijící v přepychu, zemřel jako zlomený muž ve Wu-kuo-čchengu ve vzdáleném severním Mandžusku v červnu 1135, v dvaapadesáti letech.
O několik let později, roku 1141, kdy probíhala mírová jednání mezi říšemi Ťin a Sung, ťinská vláda udělila Chuej-cungovi neutrálně znějící vyšší titul kníže komandérie Tchien-šun (天水郡王, podle komandérie na horním toku řeky Wej, dnes v Kan-su). Čchin-cung současně obdržel titul vévoda komandérie Tchien-šun (天水郡公).
V následujících staletích čínští historikové zdůrazňovali kontrast mezi uměleckými úspěchy kultivovaného císaře a vojenskými katastrofami jeho vlády, kterým ilustrovali obecný kontrast mezi vzdělaností a kultivovaností wen a válečnictvím wu.

## Obrazy a kaligrafie Chuej-cunga

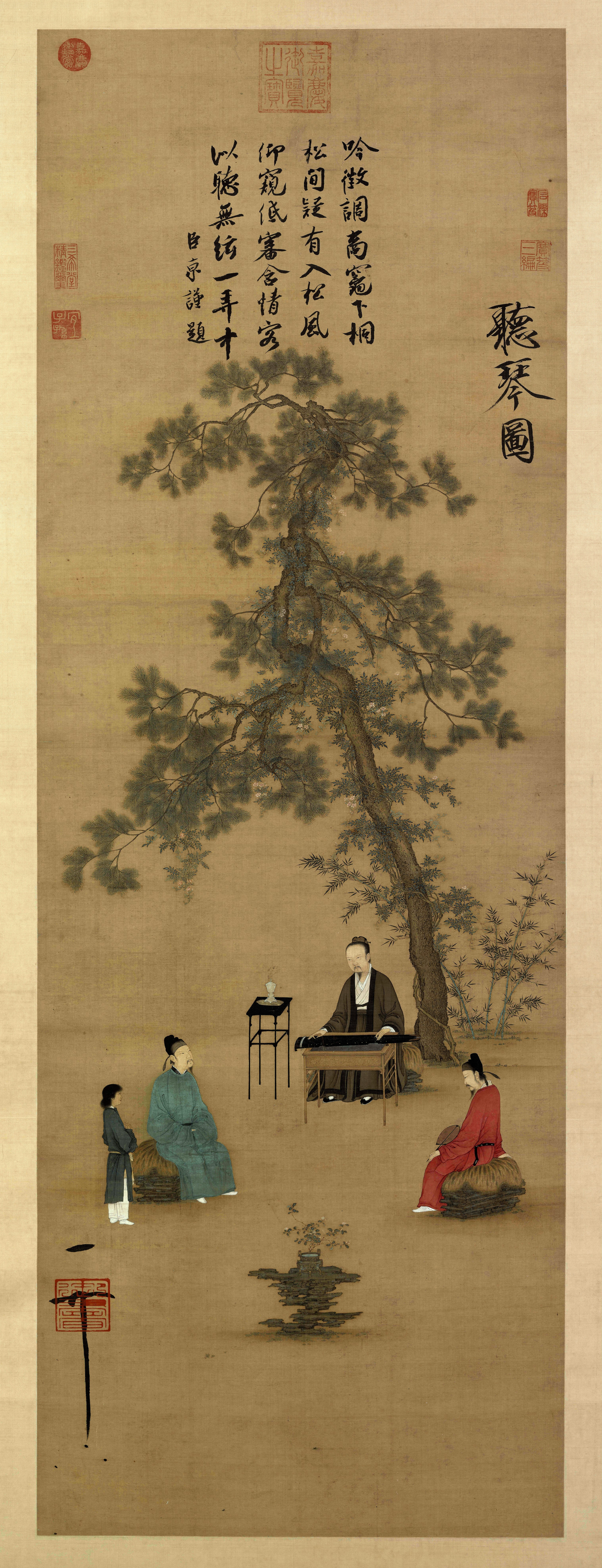
Poslech citery čchin
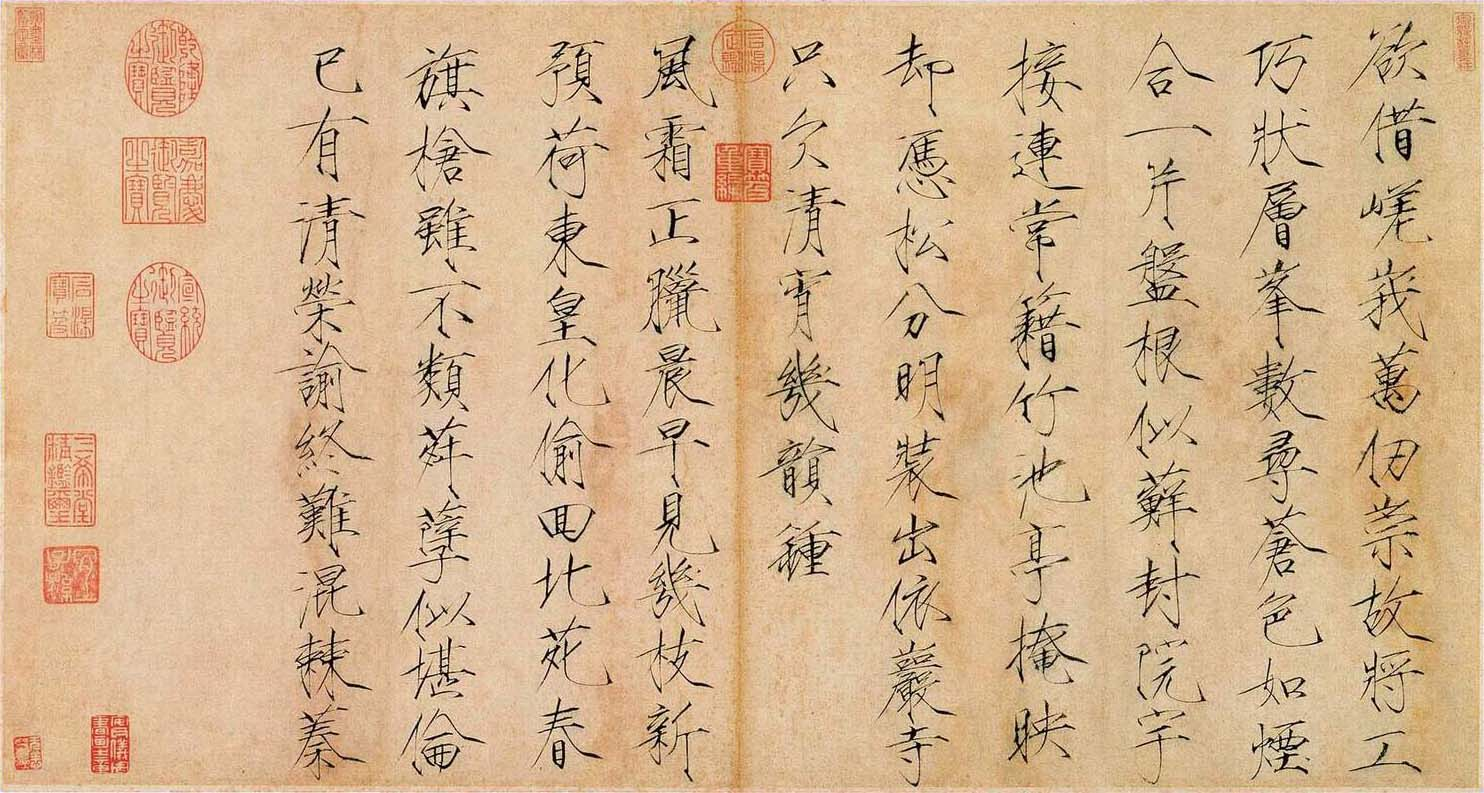
Chuej-cungova báseň a kaligrafie
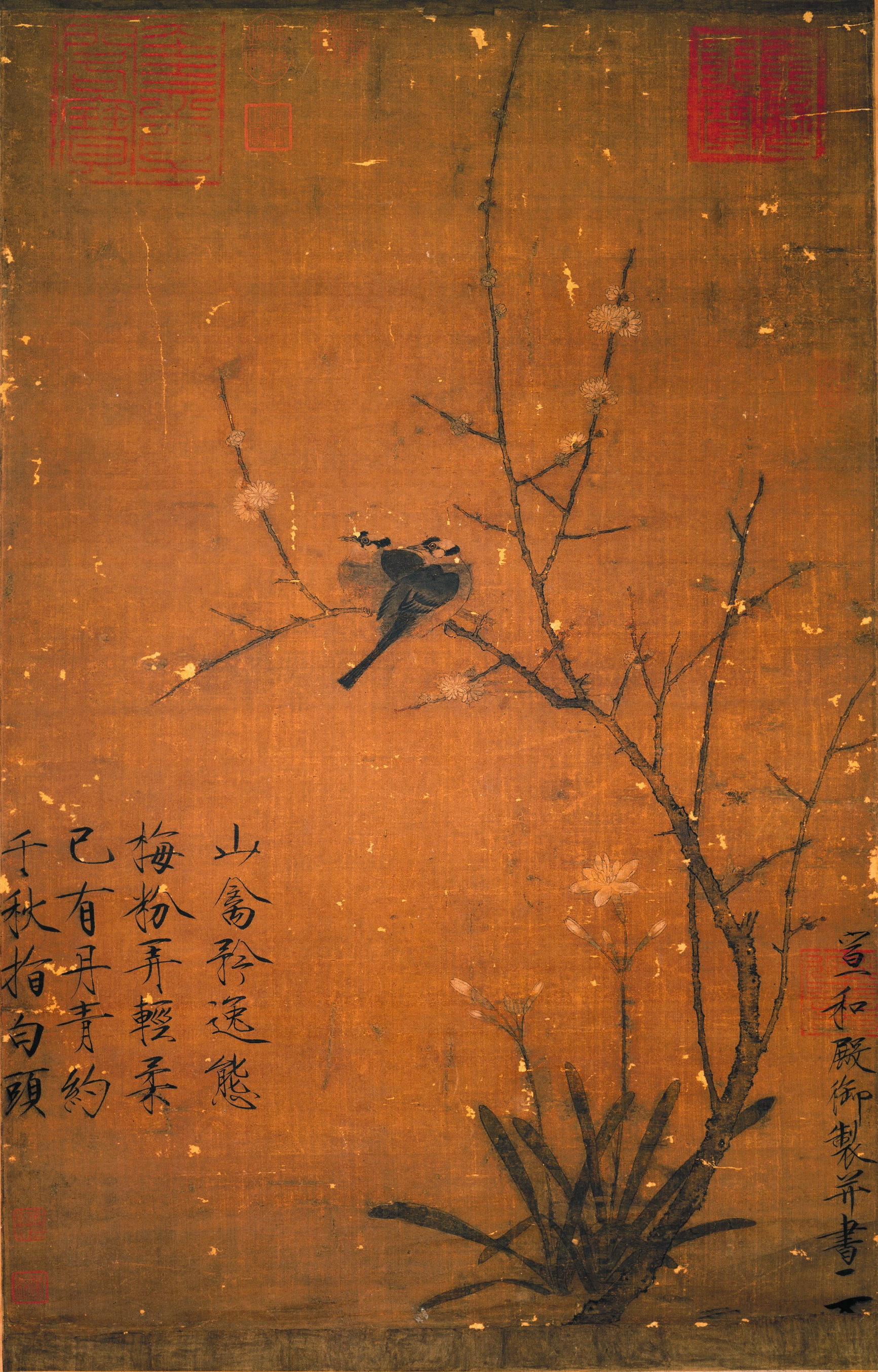
Slíva a ptáci
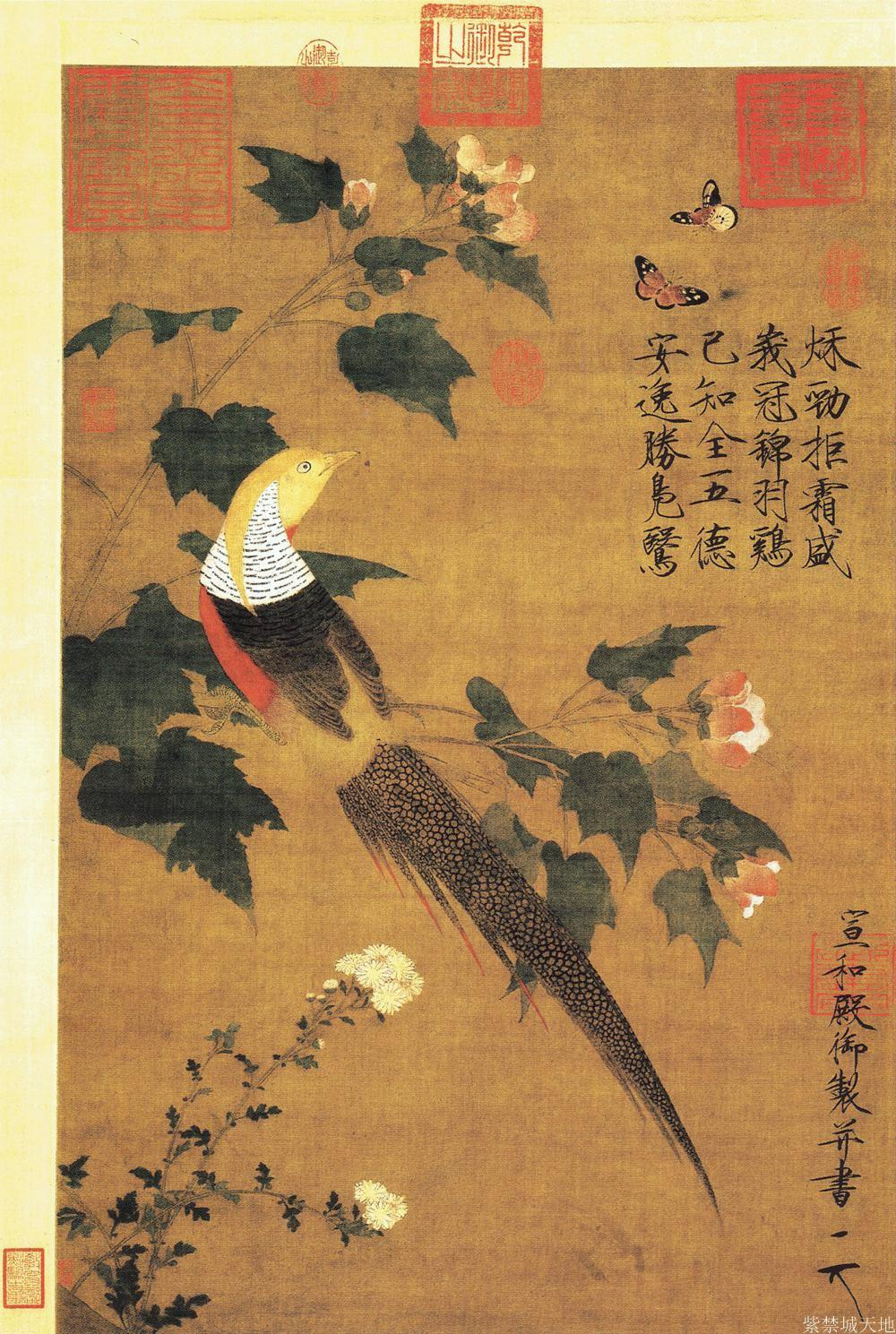
Zlatý bažant a růžový bavlník
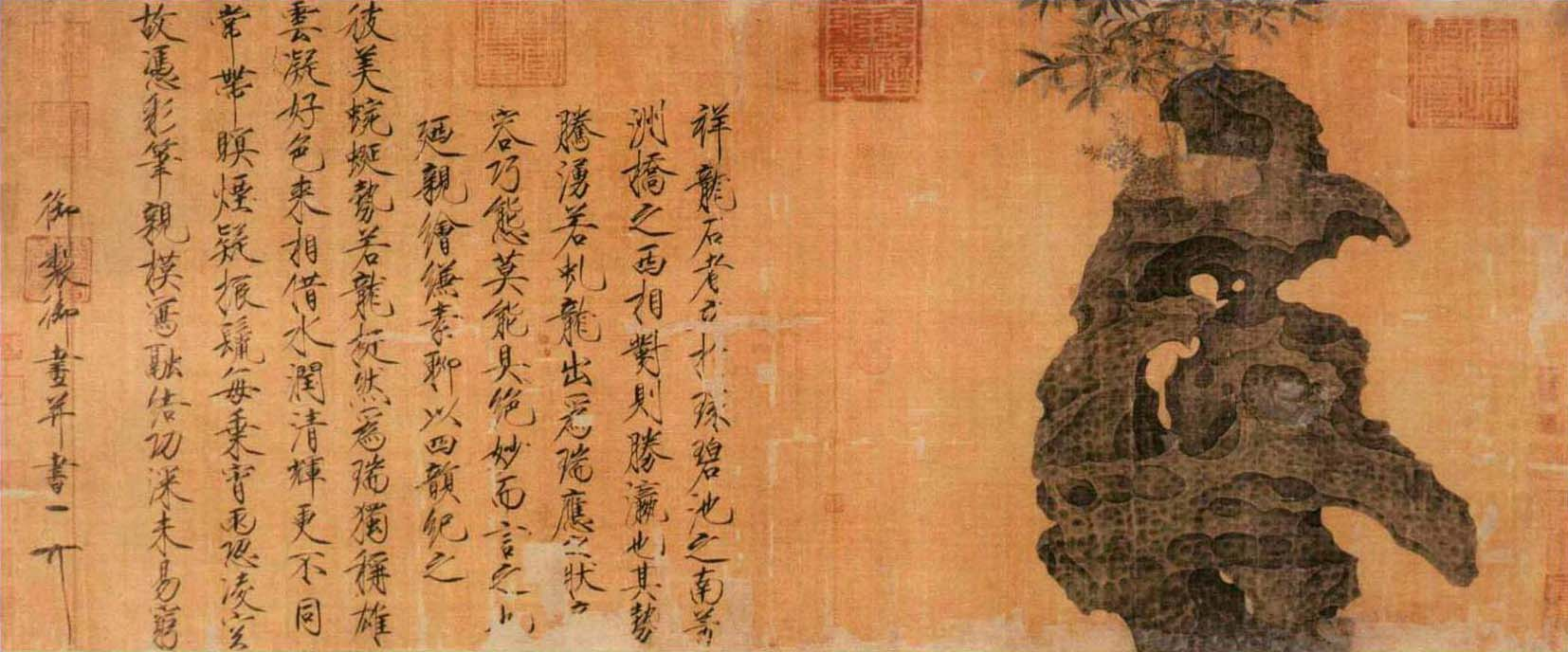
Dračí kámen
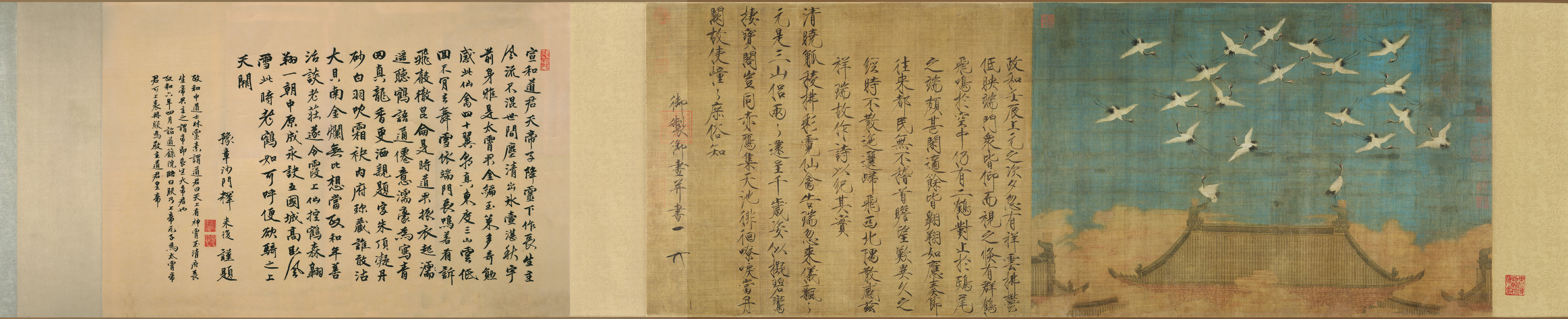
Jeřábi, 1112
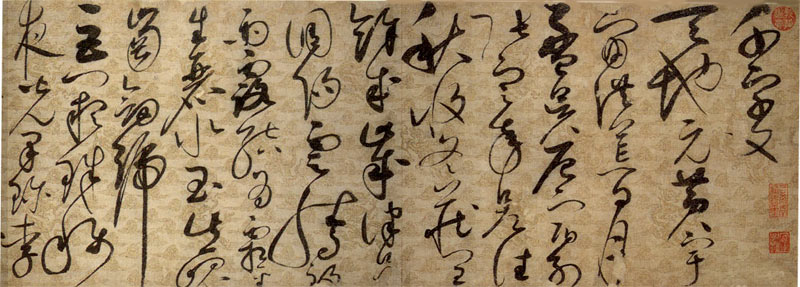
Poéma Tisíce znaků napsaná trávovým stylem

## Rodina
Hodnost císařovny držela od roku 1100 první manželka Chuej-cunga příjmením Wang (王, 1084–1108), posmrtným jménem císařovna Sien-kung (顯恭皇后), po ní se císařovnou stala paní Čeng (鄭), posmrtným jménem císařovna Sien-suej (顯肅皇后). Celkem měl Chuej-cung 35 žen, které mu daly 32 synů a 34 dcer.
Nejvýznamnějšími syny Chuej-cunga byli:
- nejstarší syn Čao Chuan (趙桓, 1100–1156), v letech 1126–1127 císař Čchin-cung,
- devátý syn Čao Kou (趙構, 1107–1187), od roku 1127 císař Kao-cung.